# Joyce Sombroek
Joyce Sombroek (ur. 10 września 1990 w Alkmaarze) – holenderska hokeistka na trawie, grająca na pozycji bramkarza w reprezentacji Holandii, z którą zdobyła złoty medal na igrzyskach olimpijskich w Londynie i srebrny w Rio de Janeiro. Występuje w klubie Mixed Hockey Club Laren. Jest studentką medycyny na Vrije Universiteit Amsterdam. W 2010 i 2011 umieszczona w All-Star FIH. Łącznie zagrała w 79 meczach dla reprezentacji Holandii (stan na 1 lipca 2015).